# Kreuzau
Kreuzau – miejscowość i gmina w Niemczech, w kraju związkowym Nadrenia Północna-Westfalia, w rejecnji Kolonia, w powiecie Düren. W 2010 roku liczyła 17 717 mieszkańców.

## Współpraca
Miejscowości partnerskie:
- Obervellach, Austria
- Plancoët, Francja